# Orane Demazis
Orane Demazis, née Henriette Marie Louise Burgart le 4 septembre 1894 à Oran, en Algérie française, et morte le 25 décembre 1991 à Boulogne-Billancourt, est une actrice française de famille alsacienne.
Son nom est associé à celui de Marcel Pagnol qui fut son amant et dont elle a été l'une des interprètes les plus marquantes, en particulier avec la création du célèbre rôle de « Fanny » dans la Trilogie marseillaise.

## Biographie

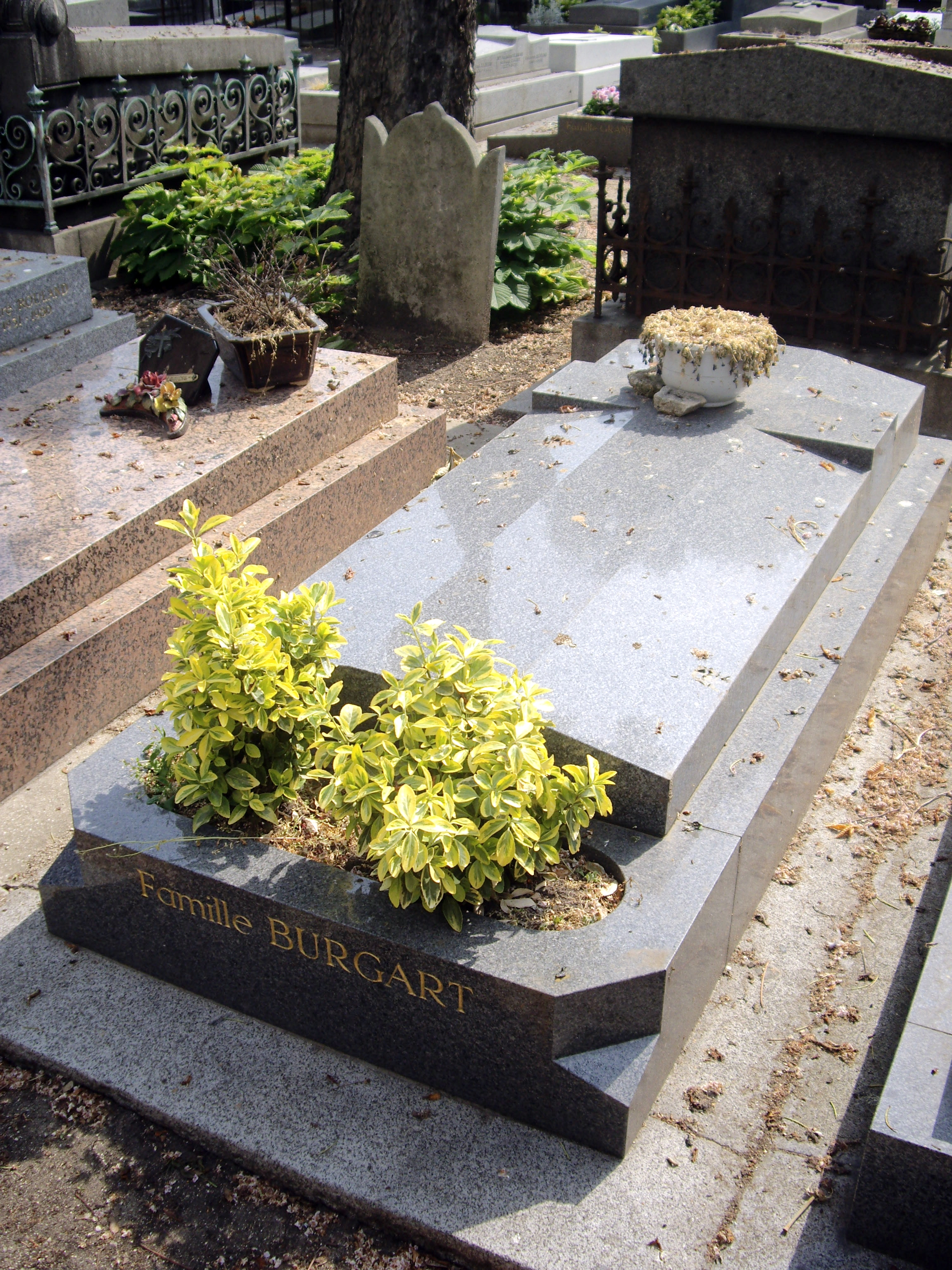
Tombe d'Orane Demazis au cimetière d'Auteuil (division 5).

Orane Demazis nait à Oran dans une famille d'origine alsacienne. Elle a composé son nom de scène à partir du nom de sa ville de naissance, et de celui d'une autre localité des environs d'Oran, Mazis, près de Maghnia.
Elle entre au Conservatoire d'art dramatique de Paris en 1919, dans la classe de Denis d'Inès. Malgré son talent, elle n'obtient au concours de sortie qu'un premier accessit en comédie. La presse de l'époque lui rend cependant justice, comme Gérard Bauër dans L'Opinion du 15 juillet 1922 : « Un autre sujet a montré un tempérament vif et saisissant : Mlle Orane Demazis qui donnait le rôle de « Blanche » dans Les Corbeaux. Sa voix n’est pas toujours bonne : elle grimpe soudainement et finit dans les notes aiguës ; mais elle a de l'ardeur et de l’emportement : on ne lui a donné qu’un accessit, ce qui est un peu mince. […] Il serait juste que M. Gémier prît cette élève sous sa coupe, lui donnât les rôles qui lui conviennent et la perfectionnât : son mérite et son talent sont réels. »
À sa sortie en 1922, elle intègre la troupe du Théâtre de l'Atelier dirigée par Charles Dullin. Entre 1922 et 1926, elle joue dans Carmosine d'Alfred de Musset, L'Occasion de Mérimée, Chacun sa vérité de Pirandello, Petite Lumière et l’Ourse et Huon de Bordeaux d'Alexandre Arnoux, Voulez-vous jouer avec moâ ? de Marcel Achard.
Sa rencontre avec Marcel Pagnol en 1923 marque un tournant dans sa carrière. En 1926, il l’engage pour sa pièce Jazz (d'abord nommée Phaéton), puis il crée pour elle le rôle de « Fanny » dans Marius (1929), puis Fanny (1931), pièces adaptées aussitôt au cinéma, qui constituent avec le film César (1936), la fameuse Trilogie marseillaise.
- 1929 : Marius, comédie en trois actes et six tableaux.
- 1931 : Fanny, comédie en trois actes et quatre tableaux.
- 1936 : César, comédie en trois actes adaptée du film de 1936.

Elle est la compagne, de 1925 à 1938, de Marcel Pagnol dont elle a un fils, Jean-Pierre Burgart, né en 1933 (Voir Famille Pagnol).
Orane Demazis est inhumée au cimetière d'Auteuil, à Paris, dans la 5e division.

## Filmographie
- 1931 : Marius de Alexander Korda : Fanny
- 1932 : Fanny de Marc Allégret : Fanny
- 1934 : Angèle de Marcel Pagnol : Angèle
- 1934 : Les Misérables de Raymond Bernard (film tourné en trois époques) : Éponine Thénardier
- 1936 : César de Marcel Pagnol : Fanny
- 1937 : Regain de Marcel Pagnol : Arsule
- 1938 : Le Schpountz de Marcel Pagnol : Françoise
- 1938 : Le Moulin dans le soleil de Marc Didier : Hélène
- 1939 : Le Feu de paille de Jean Benoit-Lévy : Jeanne Vautier
- 1942 : Le Mistral de Jacques Houssin : Françoise
- 1948 : Bagarres de Henri Calef : Martha
- 1953 : La Caraque blonde de Jacqueline Audry : Alida Roux
- 1957 : Jusqu'au dernier de Pierre Billon : la mère de Quedchi
- 1957 : Le Cas du docteur Laurent de Jean-Paul Le Chanois : Madame Escalin
- 1958 : Police judiciaire de Maurice de Canonge : Madame Cassevent
- 1968 : Au pan coupé de Guy Gilles : la patronne du bar Au pan coupé
- 1973 : Rude journée pour la reine de René Allio : Catherine
- 1974 : Le Fantôme de la liberté de Luis Buñuel : la mère du premier préfet de police
- 1975 : Souvenirs d'en France d'André Téchiné : Augustine
- 1975 : La Simple Histoire d'un merveilleux poste de télévision d'Armand Ridel (téléfilm): Mme Chantal
- 1979 : La Chaîne de Claude Santelli (téléfilm) : Mémé Jeanne
- 1979 : Bastien, Bastienne de Michel Andrieu : Georgette
- 1980 : La Naissance du jour de Jacques Demy (téléfilm) : Sido

## Théâtre
- 1922 : Molière d'Henry Dupuy-Mazuel et Jean-José Frappa, mise en scène Firmin Gémier, Théâtre de l'Odéon
- 1922 : L'Occasion de Prosper Mérimée, mise en scène Charles Dullin, Théâtre de l'Atelier
- 1922 : Carmosine d'Alfred de Musset, mise en scène Charles Dullin, Théâtre de l'Atelier
- 1922 : La Volupté de l'honneur de Luigi Pirandello, mise en scène Charles Dullin, Théâtre de l'Atelier
- 1923 : Huon de Bordeaux d'Alexandre Arnoux, mise en scène Charles Dullin, Théâtre de l'Atelier
- 1923 Le passé[réf. nécessaire]
- 1924 : Petite Lumière et l'ours d'Alexandre Arnoux, mise en scène Charles Dullin, Théâtre de l'Atelier
- 1924 : Chacun sa vérité de Luigi Pirandello, mise en scène Charles Dullin, Théâtre de l'Atelier
- 1926 : Jazz de Marcel Pagnol, Théâtre des Arts
- 1929 : Marius de Marcel Pagnol, Théâtre de Paris
- 1931 : Fanny de Marcel Pagnol, mise en scène Harry Baur, Théâtre de Paris
- 1942 : Marius de Marcel Pagnol, Théâtre des Variétés
- 1943 : Fanny de Marcel Pagnol, Théâtre des Variétés
- 1946 : César de Marcel Pagnol, Théâtre des Variétés
- 1973 : Le Voyageur sans bagage de Jean Anouilh, mise en scène Nicole Anouilh, Théâtre des Mathurins